# Szvjatlana Aljakszandravna Alekszievics
Szvjatlana Aljakszandravna Alekszievics (belaruszul: Святлана Аляксандраўна Алексіевіч, oroszul: Светлана Александровна Алексиевич (Szvetlana Alekszandrovna Alekszijevics), (Sztanyiszlav (ma: Ivano-Frankivszk), 1948. május 31. –) Nobel-díjas belarusz író és oknyomozó újságíró.

## Élete
1948-ban született ukrán és fehérorosz szülőktől az ukrajnai Sztanyiszlavban, de Fehéroroszországban nőtt fel. Iskolái elvégzése után helyi újságoknál dolgozott, majd a minszki Nyoman irodalmi lap munkatársa lett.
Újságírói pályafutása során elbeszéléseket írt olyan drámai események szemtanúival készült interjúk alapján, mint a második világháború, a Szovjetunió afganisztáni háborúja, a Szovjetunió felbomlása vagy a csernobili atomkatasztrófa. A Lukasenko-rezsim üldöztetése miatt 2000-ben elhagyta Fehéroroszországot. Az International Cities of Refuge Network szervezet menedéket ajánlott neki és a következő évtizedben Párizsban, Göteborgban és Berlinben élt. 2011-ben visszaköltözött Minszkbe.

## Irodalmi munkássága
Művei a szovjet és a posztszovjet emberek érzelmi történeteinek irodalmi krónikái.
Ha visszanézünk a szovjet és posztszovjet történelemre, egyetlen hatalmas tömegsírt és vérfürdőt látunk magunk előtt, végtelen dialógust elkövetők és áldozatok között. (...) Ez a könyveim témája.
Első könyve, A háború nem asszonyi dolog 1985-ben jelent meg, majd többször újranyomták és több mint kétmillió példányban adták el. A regény nők monológjaiból áll, akik a háború kegyetlenségéről, a nők szerepéről és szenvedéseiről beszélnek. A könyvet a szovjet hatóságok betiltották, szamizdatban terjedt, csak a gorbacsovi glasznoszty idején lehetett publikálni.
Művei 2015-ig 19 országban jelentek meg szinte minden földrészen az Egyesült Államoktól kezdve Németországon és Indián keresztül Japánig. 
2015-ben irodalmi Nobel-díjat kapott „Többszólamú írásaiért, amelyekben a jelenkor szenvedéseinek és a bátorságnak állított emlékművet.”

## Magyarul megjelent művei
- Szvetlana Alekszijevics:  A háború nem női mesterség. (magyarul)  Szovjet Irodalom,  3. sz. (1985)    ford.: Markos Miklós
- Szvetlana Alekszijevics. A háború nem asszonyi dolog, Kulcsár Valéria (ford.), Budapest: Zrínyi Katonai Könyv- és Lapkiadó (1988). ISBN 963-326-914-8
  - (Nők a tűzvonalban címen is)
- Szvetlana Alekszijevics. Fiúk cinkkoporsóban, Enyedy György (ford.), Budapest: Európa Könyvkiadó (1999). ISBN 963-07-6624-8
- Szvetlana Alekszijevics. Elhordott múltjaink, Iván Ildikó (ford.), Budapest: Európa Könyvkiadó (2015. november). ISBN 963-405-218-0
- Szvetlana Alekszijevics: Nők a tűzvonalban; ford. Földeák Iván; Helikon, Bp., 2016
  - (A háború nem asszonyi dolog címen is)
- Szvetlana Alekszijevics: Csernobili ima; ford. Pálfalvi Lajos; Európa, Bp., 2016
- Fiúk cinkkoporsóban; ford. Enyedy György, M. Nagy Miklós; Európa, Bp., 2017
- Utolsó tanúk. Gyermekként a második világháborúban; ford. M. Nagy Miklós; Európa, Bp., 2017

## Fordítás
- Ez a szócikk részben vagy egészben  a   Svetlana Alexievich című angol Wikipédia-szócikk ezen változatának fordításán alapul.  Az eredeti cikk szerkesztőit annak laptörténete sorolja fel. Ez a jelzés csupán a megfogalmazás eredetét és a szerzői jogokat jelzi, nem szolgál a cikkben szereplő információk forrásmegjelöléseként.